# Communauté d’agglomération de Marne et Gondoire
Die Communauté d’agglomération de Marne et Gondoire (offizielle Schreibweise: Communauté d’agglomération Marne et Gondoire) ist ein französischer Gemeindeverband mit der Rechtsform einer Communauté d’agglomération im  Département Seine-et-Marne in der Region Île-de-France. Sie wurde 2001 als Communauté de communes gegründet und 2005 zur Communauté d’agglomération umgewandelt. Sie besteht aus 20 Gemeinden, der Verwaltungssitz befindet sich im Ort Bussy-Saint-Martin.

## Historische Entwicklung
Mit Erlass vom 3. Juli 2017 traten die Gemeinden Ferrières-en-Brie und Pontcarré von der Communauté de communes Val Briard dem hiesigen Verband bei.

## Mitgliedsgemeinden
| Gemeinde                                        | Einwohner 1. Januar 2022 | Fläche km² | Dichte Einw./km² | Code INSEE | Postleitzahl |
| ----------------------------------------------- | ------------------------ | ---------- | ---------------- | ---------- | ------------ |
| Bussy-Saint-Georges                             | 26.334                   | 13,39      | 1.967            | 77058      | 77600        |
| Bussy-Saint-Martin                              | 728                      | 2,64       | 276              | 77059      | 77600        |
| Carnetin                                        | 457                      | 1,61       | 284              | 77062      | 77400        |
| Chalifert                                       | 1.581                    | 2,42       | 653              | 77075      | 77144        |
| Chanteloup-en-Brie                              | 4.166                    | 3,17       | 1.314            | 77085      | 77600        |
| Collégien                                       | 3.332                    | 4,27       | 780              | 77121      | 77090        |
| Conches-sur-Gondoire                            | 1.751                    | 1,52       | 1.152            | 77124      | 77600        |
| Dampmart                                        | 3.655                    | 5,92       | 617              | 77155      | 77400        |
| Ferrières-en-Brie                               | 3.887                    | 6,75       | 576              | 77181      | 77164        |
| Gouvernes                                       | 1.175                    | 2,72       | 432              | 77209      | 77400        |
| Guermantes                                      | 1.151                    | 1,26       | 913              | 77221      | 77600        |
| Jablines                                        | 665                      | 8,04       | 83               | 77234      | 77450        |
| Jossigny                                        | 639                      | 9,62       | 66               | 77237      | 77600        |
| Lagny-sur-Marne                                 | 21.433                   | 5,72       | 3.747            | 77243      | 77400        |
| Lesches                                         | 767                      | 4,03       | 190              | 77248      | 77450        |
| Montévrain                                      | 14.847                   | 5,45       | 2.724            | 77307      | 77144        |
| Pomponne                                        | 4.149                    | 7,17       | 579              | 77372      | 77400        |
| Pontcarré                                       | 2.149                    | 9,46       | 227              | 77374      | 77135        |
| Saint-Thibault-des-Vignes                       | 6.793                    | 4,70       | 1.445            | 77438      | 77400        |
| Thorigny-sur-Marne                              | 10.405                   | 5,17       | 2.013            | 77464      | 77400        |
| Communauté d’agglomération de Marne et Gondoire | 110.064                  | 105,03     | 1.048            | –          | –            |